# 吉成正雄
吉成 正雄（よしなり まさお）は、日本の歯学者。東京歯科大学口腔科学研究センター・口腔インプラント学研究部門主任教授、歯科理工学講座教授。

## 経歴
1972年茨城大学工学部電子工学科卒業、以後東京歯科大学講師、助教授を経て2008年より同大学教授に就任。
1966年　東京歯科大学より　歯学博士号を得る。学位論文は「イオンプレーティングの歯科修復物への応用に関する研究」。

## 著書
- 吉成正雄 他 著、編 日本歯科技工士会 編集委員 桑田正博、齊木好太郎、妹尾輝明、中西茂昭、平沼謙二、宮武光吉、森博史、森本基、渡邉誠 編『歯科技工学臨床研修講座　第5巻』医歯薬出版、1998年10月。ISBN 978-4-263-43225-9。 NCID BA31151795。
- 河田栄司、吉成正雄、長谷川晃嗣 著、小田豊 編『新編歯科理工学』（第3版）学建書院、2000年3月。ISBN 4762405620。 NCID BA47001485。
- 吉成正雄 他 著、筏義人、小山昇、黒田孝二、鯉沼秀臣、坂本一民、杉本忠夫、田中順三、辻孝三、宮田清藏、山内仁史、吉原一紘 編『界面ハンドブック』岩澤康裕、梅澤喜夫、澤田嗣郎、辻井薫、エヌ・ティー・エス、2001年9月。ISBN 9784900830875。 NCID BA53667532。
- 吉成正雄 他 著、宮﨑, 隆、中嶌, 裕; 河合, 達志 ほか 編『臨床歯科理工学』医歯薬出版、2006年5月。ISBN 978-4-263-45596-8。 NCID BA77312826。
- 河田英司、吉成正雄、服部雅之 著、小田豊 編『新編歯科理工学』（第4版）学建書院、2007年4月。ISBN 978-4-7624-1562-3。 NCID BA81479858。
- 河田英司、吉成正雄、服部雅之、武本真治 著、小田豊 編『新編歯科理工学』（第5版）学建書院、2012年10月。ISBN 978-4-7624-2562-2。 NCID BB10350076。
- 早川徹、吉成正雄、八代英美『先端再生医療 : 英語活用事典』英光社、2013年7月。ISBN 9784870971561。 NCID BB13342391。

## 所属団体
- 日本歯科理工学会 英文誌編集委員会副委員長[3]、用語検討委員会副委員長[3]、研究グループ検討委員会委員[3]、ホームページ委員会委員[3]
- 日本口腔インプラント学会 編集委員会委員[4]
- 日本バイオマテリアル学会 評議員[5]
- 日本再生歯科医学会 理事[6]
- 歯科チタン学会 評議員[7]
- 日本歯科産業学会 元評議員[7]
- 東京歯科大学学会 評議員[7]
- 国際歯科研究学会[7]
- 国際歯科材料学会議 実行委員[7]